# Sarah Kim Gries
Sarah Kim Gries (Siegburg, 3 marzo 1990) è un'attrice tedesca.
Per l'interpretazione di Vanessa nel film La Tribù Del Pallone - Sfida agli invincibili (2003) è stata nominata come miglior attrice debuttante dall'Associazione degli audiovisivi e Industria Film di Undine Award.
La serie di film La Tribù nel Pallone, basata sull'omonima serie di romanzi di Joachim Masannek (che ne è anche il regista) è attualmente trasmessa dai seguenti canali italiani:
Sky Cinema 1,
Sky Cinema +1,
Sky Cinema +24.
Nei film La Tribù Del Pallone è doppiata da Tosawi Piovani.

## Filmografia
| Anno | Titolo                                                                               | Ruolo   | Note         |
| ---- | ------------------------------------------------------------------------------------ | ------- | ------------ |
| 2003 | La Tribù del Pallone - Sfida agli Invincibili (Die Wilden Kerle)                     | Vanessa | 1° film di 5 |
| 2003 | Geschichten aus der Nachkriegszeit                                                   | -       | Film-TV      |
| 2005 | La Tribù del Pallone 2 - Uno Stadio Per La Tribù (Die Wilden Kerle 2)                | Vanessa | 2°film di 5  |
| 2006 | La Tribù del Pallone 3 - Tutti per uno (Die Wilden Kerle 3)                          | Vanessa | 3° film di 5 |
| 2006 | Nie mehr zweite Liga!                                                                | -       | Film-TV      |
| 2007 | La Tribù del Pallone 4 - Alla Conquista della Coppa (Die Wilden Kerle 4)             | Vanessa | 4°film di 5  |
| 2008 | La Tribù del Pallone - L'Ultimo Goal (DWK 5 – Die Wilden Kerle: Hinter dem Horizont) | Vanessa | 5° film di 5 |
| 2008 | Barfuss bis zum Hals                                                                 | -       | Film-TV      |
| 2008 | SOKO KÖLN                                                                            | -       | Film-TV      |